# Kévin Rimane
Pour les articles homonymes, voir Rimane.
Kévin Rimane né le 23 février 1991 à Cayenne en Guyane est un footballeur français, international guyanais. Il évolue au poste de défenseur central et de milieu défensif.

## Biographie

### Carrière en club

#### Paris Saint-Germain (2008-2011)
Kévin Rimane est formé au Paris Saint-Germain. Il évolue régulièrement avec l'équipe réserve entre 2008 et 2011. N'arrivant pas à percer en équipe première, il quitte alors le club.

#### US Boulogne (2011-2014)
En 2011, il rejoint l'US Boulogne qui lui offre son premier contrat professionnel, d'une durée de trois ans. 
Il dispute son premier match professionnel le 5 août 2011 en Ligue 2 contre le SCO d'Angers. Au cours de la saison, il s'impose comme un titulaire à part entière. En difficultés sportives, son équipe est reléguée en National. Rimane reste au club durant les deux années restant à son contrat, mais reste en troisième division.

#### Retour au Paris Saint-Germain (2014-2019)
En fin de contrat à l'US Boulogne, il retourne au PSG en 2014 pour jouer avec l'équipe réserve, qui évolue en CFA (quatrième niveau national). Le 31 janvier 2016, il figure dans le groupe professionnel de l'équipe première qui affronte l'AS Saint-Étienne au stade Geoffroy-Guichard (remplaçant, il n'entre pas en jeu).
Le 9 avril 2016, il joue pour la première fois en première division face à l'En avant Guingamp, et participe à la victoire 2-0 des Parisiens. Cette entrée en jeu lui permet d'être sacré champion de France.
Le 19 mai 2018, il entre en jeu à la 84e minute à la place de Marquinhos, contre Caen, et participe à nouveau au sacre de champion de France de son équipe.
Le 4 juillet 2018, il prolonge avec le Paris Saint-Germain jusqu'en 2020. 
Le 4 août 2018, en l'absence des internationaux qui n'ont pas repris à la suite de la Coupe du monde, il est titulaire dans une défense à trois lors du Trophée des champions (victoire 4-0). Le 20 octobre, au retour de la trêve internationale, Thomas Tuchel le fait entrer en jeu contre Amiens (victoire 5-0).

#### Prêt au NK Istra (2019)
Le 6 février 2019, le joueur est prêté au NK Istra 1961 en Croatie.

#### AFC Hermannstadt (2019-2020)
Le 20 août 2019, il signe en faveur du FC Hermannstadt dans le cadre d'un transfert définitif.

## Statistiques
| Saison                | Club                  | Championnat           | Championnat | Championnat | Coupe nationale | Coupe nationale | Coupe de la Ligue | Coupe de la Ligue | Supercoupe | Supercoupe | Compétition(s) continentale(s) | Compétition(s) continentale(s) | Compétition(s) continentale(s) | Guyane | Guyane | Total | Total |
| Saison                | Club                  | Division              | M.          | B.          | M.              | B.              | M.                | B.                | M.         | B.         | Comp.                          | M.                             | B.                             | M.     | B.     | M.    | B.    |
| 2011-2012             | US Boulogne           | 2                     | 28          | 0           | 1               | 0               | 1                 | 0                 | -          | -          | -                              | -                              | -                              | -      | -      | 30    | 0     |
| 2012-2013             | US Boulogne           | 3                     | 26          | 0           | 1               | 0               | -                 | -                 | -          | -          | -                              | -                              | -                              | -      | -      | 27    | 0     |
| 2013-2014             | US Boulogne           | 3                     | 23          | 2           | 4               | 1               | 1                 | 0                 | -          | -          | -                              | -                              | -                              | 9      | 0      | 37    | 3     |
| Sous-total            | Sous-total            | Sous-total            | 77          | 2           | 6               | 1               | 2                 | 0                 | -          | -          | -                              | -                              | -                              | 9      | 0      | 94    | 3     |
| 2014-2015             | Paris Saint-Germain   | 1                     | -           | -           | -               | -               | -                 | -                 | -          | -          | -                              | -                              | -                              | -      | -      | 0     | 0     |
| 2015-2016             | Paris Saint-Germain   | 1                     | 1           | 0           | -               | -               | -                 | -                 | -          | -          | -                              | -                              | -                              | 4      | 1      | 5     | 1     |
| 2016-2017             | Paris Saint-Germain   | 1                     | -           | -           | -               | -               | -                 | -                 | -          | -          | -                              | -                              | -                              | 4      | 1      | 4     | 1     |
| 2017-2018             | Paris Saint-Germain   | 1                     | 1           | 0           | -               | -               | -                 | -                 | -          | -          | -                              | -                              | -                              | -      | -      | 1     | 0     |
| 2018-2019             | Paris Saint-Germain   | 1                     | 1           | 0           | 1               | 0               | -                 | -                 | 1          | 0          | -                              | -                              | -                              | 1      | 0      | 4     | 0     |
| Sous-total            | Sous-total            | Sous-total            | 3           | 0           | 1               | 0               | -                 | -                 | 1          | 0          | -                              | -                              | -                              | 9      | 2      | 14    | 2     |
| 2018-2019             | NK Istra 1961 (prêt)  | 1                     | 9           | 0           | -               | -               | -                 | -                 | -          | -          | -                              | -                              | -                              | 1      | 1      | 10    | 1     |
| Sous-total            | Sous-total            | Sous-total            | 9           | 0           | -               | -               | -                 | -                 | -          | -          | -                              | -                              | -                              | 1      | 1      | 10    | 1     |
| 2019-2020             | FC Hermannstadt       | 1                     | 19          | 0           | 2               | 0               | -                 | -                 | -          | -          | -                              | -                              | -                              | 1      | 0      | 22    | 0     |
| Sous-total            | Sous-total            | Sous-total            | 19          | 0           | 2               | 0               | -                 | -                 | -          | -          | -                              | -                              | -                              | 1      | 0      | 22    | 0     |
| Total sur la carrière | Total sur la carrière | Total sur la carrière | 108         | 2           | 9               | 1               | 2                 | 0                 | 1          | 0          | -                              | -                              | -                              | 21     | 3      | 141   | 6     |

## Palmarès

### En club
- Champion de France en 2016, en 2018 et en 2019 avec le Paris Saint-Germain
- Vainqueur du Trophée des Champions en 2018 avec le Paris Saint-Germain

### En sélection nationale
- Troisième place de la Coupe caribéenne des nations en 2017 avec la Sélection de Guyane

### Buts en équipe nationale
| No | Date           | Stade, ville, pays                         | Adversaire        | Résultat | Compétition                                  |
| -- | -------------- | ------------------------------------------ | ----------------- | -------- | -------------------------------------------- |
| 1  | 19 juin 2016   | Stade Edmard-Lama, Remire-Montjoly, Guyane | Bermudes          | V 3-0    | Qualifications pour la Coupe caribéenne 2017 |
| 2  | 2 juillet 2017 | Stade Edmard-Lama, Remire-Montjoly, Guyane | Inter Moengotapoe | V 3-1    | Match amical                                 |
| 3  | 24 mars 2019   | BC Place, Vancouver, Canada                | Canada            | D 4-1    | Qualifications pour la Gold Cup 2019         |